# Edgar Quinet (stanice metra v Paříži)

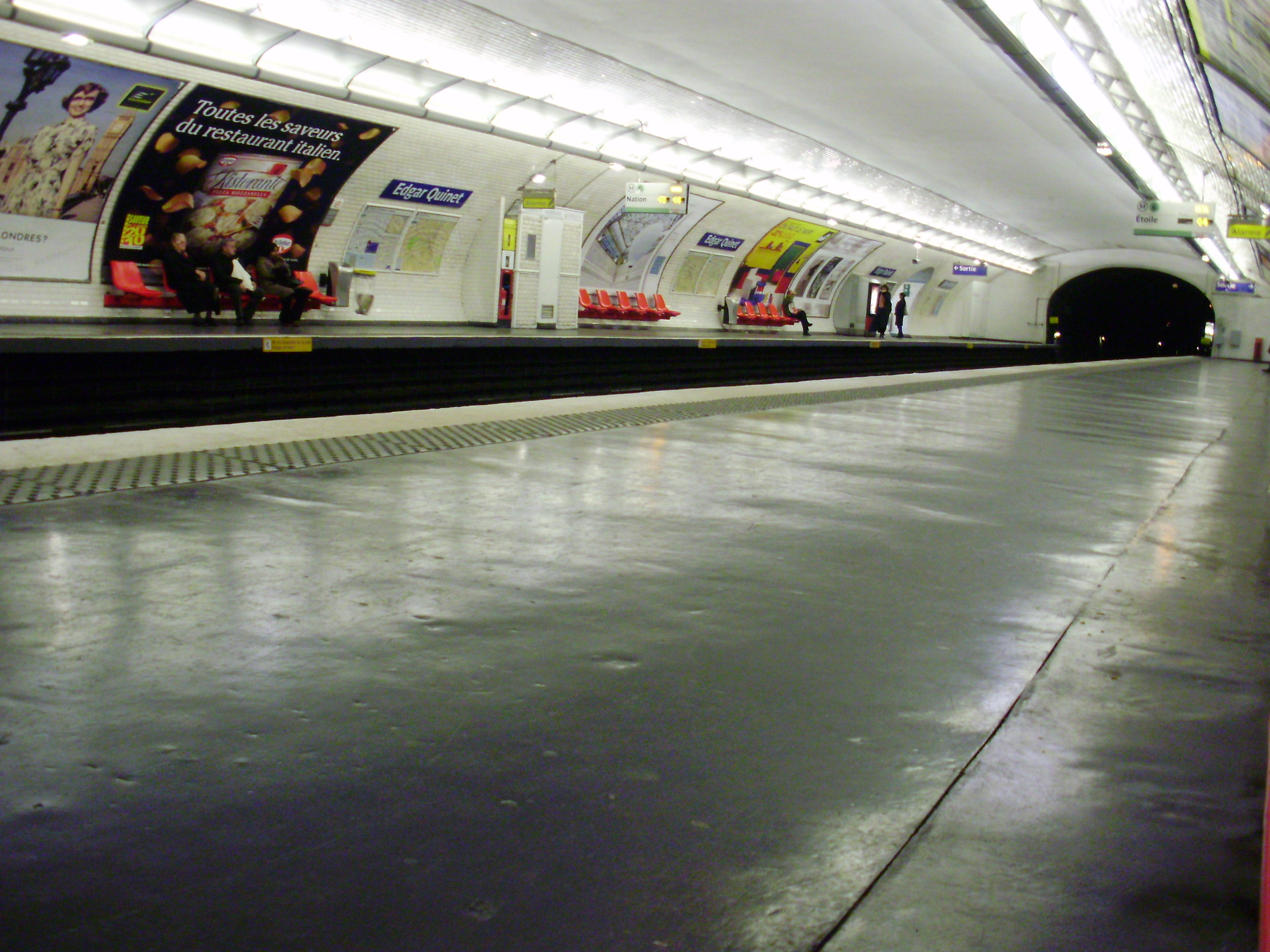
Nástupiště na stanici

Edgar Quinet je nepřestupní stanice pařížského metra na lince 6 ve 14. obvodu v Paříži. Nachází se pod Boulevardem Edgar Quinet na křižovatce, kde se s ním kříží Rue de la Gaîté, Rue d'Odessa, Rue du Montparnasse a Rue Delambre.

## Historie
Stanice byla otevřena 24. dubna 1906 jako součást nového úseku Passy ↔ Place d'Italie. V roce 1903 se oddělil od linky 1 úsek počínaje stanicí Étoile a vznikla nová linka 2 Sud (2 Jih), též nazývána Circulaire Sud (Jižní okruh). Tato linka byla právě 24. dubna 1906 rozšířena od stanice Passy po Place d'Italie. 14. října 1907 byla linka 2 Sud zrušena a připojená k lince 5. Dne 12. října 1942 byl celý úsek Étoile ↔ Place d'Italie, a tedy i stanice Edgar Quinet, opět odpojen od linky 5 a spojen s linkou 6, která tak získala dnešní podobu.
Stanice byla renovována v rámci programu obnovy metra.

## Název
Jméno stanice je odvozeno od názvu Boulevardu Edgar Quinet. Edgar Quinet (1803–1875) byl francouzský historik a politik.

## Vstupy
Stanice má pouze jeden vchod na Boulevardu Edgar Quinet.

## Zajímavosti v okolí
- Cimetière du Montparnasse - Montparnasský hřbitov, na kterém je pohřbeno mnoho významných osobností, např. Charles Baudelaire, Simone de Beauvoir, Alfred Dreyfus, Guy de Maupassant, Jean-Paul Sartre a také Edgar Quinet.